# Saint-Gein
Saint-Gein (gaskonsko Sent Genh) je naselje in občina v francoskem departmaju Landes regije Akvitanije. Naselje je leta 2009 imelo 445 prebivalcev.

## Geografija
Kraj leži v pokrajini Gaskonji ob reki Ludon, 19 km jugovzhodno od središča Mont-de-Marsana.

## Uprava
Občina Saint-Gein skupaj s sosednjimi občinami Arthez-d'Armagnac, Bourdalat, Le Frêche, Hontanx, Lacquy, Montégut, Perquie, Pujo-le-Plan, Saint-Cricq-Villeneuve, Sainte-Foy in Villeneuve-de-Marsan sestavlja kanton Villeneuve-de-Marsan s sedežem v Villeneuve-de-Marsanu. Kanton je sestavni del okrožja Mont-de-Marsan.

## Zanimivosti
- cerkev sv. Petra,
- stara notredamska cerkev.